# Minimalistix
Minimalistix is een Belgisch trance-project.

## Biografie
Minimalistix is een pseudoniem van Peter Bellaert, bijgestaan door producers Steve Sidewinder (Andy Vandierendonck), Jamie (Janus De Decker), M. Whitman, Jo Casters en Dave Lambert.  Minimalistix is in Nederland bekend geraakt door de tracks Struggle For Pleasure en Close Cover, die beiden een plaats in de Nederlandse Top 40 wisten te bemachtigen. Close Cover uit 2002 was de succesvolste single van Minimalistix in Nederland; de single stond in de Dance Top 30 een week op nummer één. Struggle For Pleasure geraakte niet in deze lijst.
De tracks van Minimalistix zijn vooral herkenbaar door de piano-klanken die er in zijn verwerkt.

## Discografie

### Albums
| Album met hitnotering(en) in de Vlaamse Ultratop 200 albums | Datum van verschijnen | Datum van binnenkomst | Hoogste positie | Aantal weken | Opmerkingen |
| ----------------------------------------------------------- | --------------------- | --------------------- | --------------- | ------------ | ----------- |
| Elements                                                    | 23-08-2002            | 14-09-2002            | 34              | 2            |             |

### Singles
| Single met hitnotering(en) in de Vlaamse Ultratop 50 | Datum van verschijnen | Datum van binnenkomst | Hoogste positie | Aantal weken | Opmerkingen |
| ---------------------------------------------------- | --------------------- | --------------------- | --------------- | ------------ | ----------- |
| Struggle for pleasure                                | 2000                  | 28-10-2000            | 6               | 12           |             |
| Twin Peaks theme                                     | 2001                  | 19-05-20001           | 37              | 5            |             |
| A forest                                             | 2001                  | 01-09-2001            | tip1            | -            |             |
| Close cover                                          | 2002                  | 09-02-2002            | 29              | 3            |             |
| Magic fly                                            | 2002                  | 18-01-2003            | 47              | 2            |             |
| Whistling drive                                      | 2007                  | 05-05-2007            | tip19           | -            |             |
| Ashk                                                 | 07-12-2009            | 26-12-2009            | tip22           | -            |             |

| Single met eventuele hitnotering(en) in de Nederlandse Top 40 | Datum van verschijnen | Datum van binnenkomst | Hoogste positie | Aantal weken | Opmerkingen             |
| ------------------------------------------------------------- | --------------------- | --------------------- | --------------- | ------------ | ----------------------- |
| Struggle for pleasure                                         | 21-10-2000            | 06-01-2001            | 38              | 2            | Dancesmash op Radio 538 |
| Close cover                                                   | 01-02-2002            | 23-02-2001            | 34              | 4            |                         |